# 1103 dans les croisades
Cette page regroupe les évènements concernant les Croisades qui sont survenus en 1103 : 
- début : Tancrède de Hauteville prend Lattakié[1].
- mai : Bohémond de Tarente, prince d'Antioche est libéré[1].
- Raymond de Saint-Gilles fait construire la forteresse du Mont-Pèlerin afin d'organiser le siège la ville de Tripoli[1].
- Malatya est prise par les Danichmendides[1].